# Bhutańska A Division
Bhutańska A Division – najwyższa klasa rozgrywkowa w piłce nożnej w Bhutanie. Skupia 6 najlepszych drużyn tego kraju. Pierwsza edycja miała miejsce w sezonie 1986. 

## Kluby w sezonie 2012
- Druk Pol Thimphu
- Zimdra FC
- Yeedzin Thimphu
- Dzongric FC
- Transport United Thimphu
- Nangpa Thimphu

## Mistrzowie Bhutanu
- 1986: Royal Bhutan Army
- 1987-95: Nieznany
- 1996: Druk Pol Thimphu
- 1997: Druk Pol Thimphu
- 1998: Druk Pol Thimphu
- 1999: Druk Pol Thimphu
- 2000: Druk Pol Thimphu
- 2001: Druk Star Thimphu
- 2002: Druk Pol Thimphu
- 2003: Druk Pol Thimphu
- 2004: Transport United Thimphu
- 2005: Transport United Thimphu
- 2006: Transport United Thimphu
- 2007: Transport United Thimphu
- 2008: Yeedzin Thimphu
- 2009: Druk Star Thimphu
- 2010: Yeedzin Thimphu
- 2011: Yeedzin Thimphu
- 2012: Druk Pol Thimphu
- 2013: Yeedzin Thimphu
- 2014: Druk United

## Liczba tytułów
| Miejsce | Klub                     | Liczba tytułów |
| 1       | Druk Pol Thimphu         | 9              |
| 2       | Transport United Thimphu | 4              |
| 3       | Yeedzin Thimphu          | 4              |
| 3       | Druk Star Thimphu        | 2              |

## Królowie strzelców
| Sezon | Król strzelców  | Klub                     | Gole |
| 2007  | Pasang Tshering | Transport United Thimphu | 28   |